# Olivier Faure (fransk politiker)
Olivier Faure (født 18. august 1968 i La Tronche ved Grenoble i Isère) er en fransk politiker fra Socialistpartiet. 

## Socialisternes formand
På partiets kongres i Aubervilliers den 7.–8. april 2018 blev han valgt til formand (premier secrétaire) for Socialistpartiet.

## Talsmand og medlem af Nationalforsamlingen
Fra 13. december 2016 til 11. april 2018 var Olivier Faure formand for Det nye Venstres gruppe i den franske Nationalforsamling. 
Han blev socialistisk medlem Nationalforsamlingen ved valget i 2012, og han blev genvalgt den 18. juni 2017. Han repræsenterer 11. kreds i Seine-et-Marne.
Olivier Faure var Socialistpartiets talsmand fra 26. august 2014 til 17. december 2016.